# George Marshall (écologiste)
Pour les articles homonymes, voir George Marshall et Marshall.
George Marshall (né en 1964) est un écologiste britannique.

## Biographie
George Marshall a travaillé pour The Ecologist, la Rainforest Foundation et Greenpeace, avant de fonder Climate Outreach en 2004.